# Elegias de Duino
As Elegias de Duino (em alemão:  Duineser Elegien) são uma coleção de dez elegias escritas pelo poeta boêmio-austríaco Rainer Maria Rilke (1875-1926). 
Rilke, que é "amplamente reconhecido como um dos poetas em língua alemã mais intensamente líricos", começou a escrever as elegias em 1912, enquanto convidado da princesa Marie von Thurn e Taxis (1855 a 1934) no castelo de Duino, perto de Trieste, no mar Adriático. Os poemas, com 859 linhas no total, foram dedicados à princesa após sua publicação em 1923. Durante esse período de dez anos, as elegias permaneceram incompletas por longos períodos de tempo, pois Rilke sofria frequentemente de depressão grave — algumas das quais foram causadas pelos eventos da Primeira Guerra Mundial e por sua conscrição para o serviço militar. Além de breves episódios de escrita em 1913 e 1915, Rilke só voltou ao trabalho alguns anos depois do fim da guerra. Com uma inspiração repentina e renovada — escrevendo em um ritmo frenético, que ele descreveu como "uma tempestade sem limites, um furacão do espírito" — ele completou a coleção em fevereiro de 1922, enquanto permanecia no Château de Muzot, em Veyras, no Vale do Ródano, na Suíça. Após a publicação, em 1923, e a morte de Rilke, em 1926, as Elegias de Duino foram rapidamente reconhecidas por críticos e estudiosos como seu trabalho mais importante.
As Elegias de Duino são poemas místicos, intensamente religiosos, carregados de expressões de beleza e crise existencial. Eles empregam um rico simbolismo de anjos e salvação, mas não de acordo com as interpretações cristãs típicas. Rilke começa a primeira elegia em uma invocação do desespero filosófico, perguntando: "Quem, se eu gritasse, me ouviria entre as hierarquias dos anjos?" (Wer, wenn ich schriee, hörte mich denn aus der Engel Ordnungen?) e depois declara que "todo anjo é aterrorizante" (Jeder Engel ist schrecklich) Embora rotular esses poemas como "elegias" tipicamente implique melancolia e lamentação, muitas passagens são marcadas por sua energia positiva e "entusiasmo desenfreado". Juntas, as Elegias de Duino são descritas como uma metamorfose do "tormento ontológico" de Rilke e um "monólogo apaixonado sobre a aceitação da existência humana" a respeito "das limitações e insuficiências da condição humana e da consciência humana fraturada [...] a solidão do homem, a perfeição dos anjos, vida e morte, amor e amantes, e a tarefa do poeta".
A poesia de Rilke, e as Elegias de Duino em particular, influenciaram muitos dos poetas e escritores do século XX. Na cultura popular, seu trabalho é frequentemente citado sobre o tema do amor ou dos anjos e mencionado em programas de televisão, filmes, música e outras obras artísticas, na filosofia e teologia da Nova Era e em livros de auto-ajuda.

## Histórico de redação e publicação

Rilke começou a escrever a primeira e a segunda elegias no Castelo de Duino, perto de Trieste, Itália, depois de ouvir uma voz ao vento enquanto caminhava pelas falésias

### Castelo de Duino e as primeiras elegias
Em 1910, Rilke havia terminado de escrever o romance vagamente autobiográfico, Die Aufzeichnungen des Malte Laurids Brigge (Os Cadernos de Malte Laurids Brigge), no qual um jovem poeta fica aterrorizado com a fragmentação e o caos da vida urbana moderna. Depois de concluir o trabalho, Rilke passou por uma grave crise psicológica que durou dois anos. Em 1912, ainda enfrentando essa grave depressão e desespero, Rilke foi convidado para o Castelo de Duino pela princesa Marie von Thurn e Taxis (1855–1934) (nascida Marie zu Hohenlohe-Waldemburgo-Schillingsfürst) que conhecera alguns anos antes. A princesa (que tinha vinte anos a mais que Rilke) e seu marido, príncipe Alexander (1851–1939), apoiaram com entusiasmo artistas e escritores.:p.317–320
Enquanto estavam em Duino, Rilke e Marie discutiram a possibilidade de colaborar na tradução de La Vita Nuova, de Dante Alighieri (1295).:p.320 Depois que a princesa saiu para se juntar ao marido em sua propriedade em Loučeň, Rilke passou as semanas seguintes no castelo, se preparando para se concentrar no trabalho, ao mesmo tempo que escrevia Marien-Leben (A Vida de Maria).:p.103 Enquanto caminhava pelas falésias com vista para o Mar Adriático, perto do castelo, Rilke alegou ouvir uma voz chamando-o e dizendo as palavras da primeira linha: Wer, wenn ich schriee, hörte mich denn aus der Engel Ordnungen? ("Quem, se eu gritasse, me ouviria entre as hierarquias dos anjos?"), que ele rapidamente escreveu em seu caderno. Em poucos dias, ele produziu rascunhos das duas primeiras elegias da série e esboçou passagens e fragmentos que mais tarde seriam incorporados em elegias posteriores — incluindo a passagem de abertura da décima elegia.:p.225 :p.10
Rilke terminaria apenas a terceira e quarta elegia antes do início da Primeira Guerra Mundial. A terceira foi concluída em 1913, em Paris, e a quarta no início de 1915, em Munique.:p.340 Os efeitos da guerra — particularmente suas experiências traumáticas ao ser recrutado pelo exército austro-húngaro — desencadearam uma severa renovação de sua depressão, que o tornou incapaz de escrever por vários anos. :pp.379–432

### Château de Muzot e o "furacão" criativo

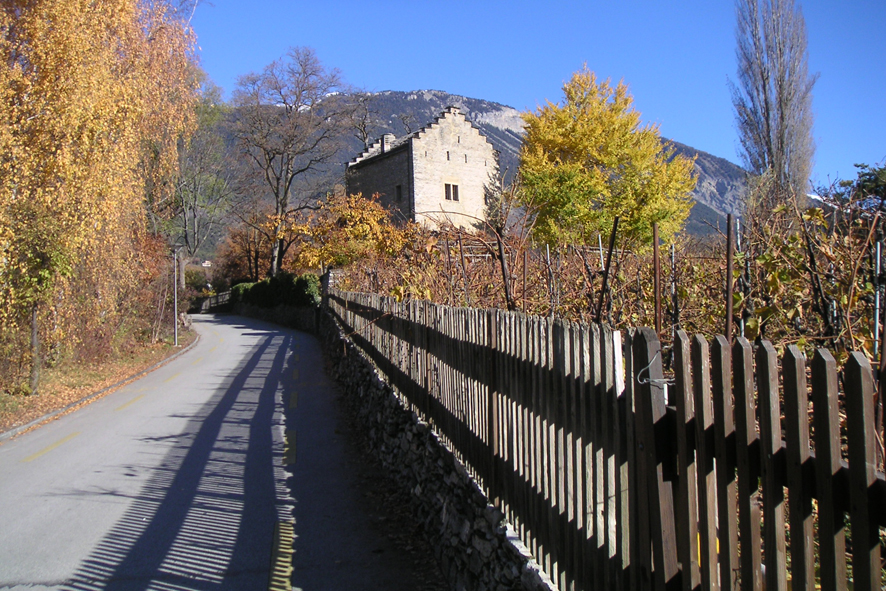
Rilke completou as Elegias de Duino no Château de Muzot em Veyras, Suíça, em uma "tempestade sem limites" de criatividade em fevereiro de 1922

Por causa de sua depressão, Rilke foi incapaz de voltar a escrever por vários anos, e somente em 1920 foi motivado a se concentrar na conclusão de seu trabalho nas Elegias de Duino. Nos dois anos seguintes, no entanto, seu modo de vida permaneceu instável e não lhe forneceu o tempo ou o estado mental necessário para escrever.:p.433–445
Em 1921, Rilke viajou para a Suíça, esperando mergulhar na cultura francesa perto de Genebra e encontrar um lugar para morar permanentemente.:p.471 Na época ele estava envolvido romanticamente com Baladine Klossowska (1886-1969). A convite de Werner Reinhart (1884–1951), Rilke mudou-se para o Château de Muzot, uma mansão do século XIII que carecia de gás e eletricidade, perto de Veyras, Vale do Ródano, Suíça.:p.474 Reinhart, um comerciante suíço e clarinetista amador, usou sua riqueza para patrocinar muitos compositores e escritores do século XX. Ele comprou Muzot para permitir que Rilke morasse lá sem aluguel e se concentrasse em seu trabalho.:p.474 Rilke e Klossowska se mudaram para lá em julho de 1921 e, mais tarde, nesse mesmo ano, Rilke traduziu textos de Paul Valéry e Michelangelo para o alemão.:p.478
Afetado pelas notícias da morte do amigo de sua filha, a dançarina Wera Ouckama Knoop (1900–1919), Rilke começou a trabalhar em Sonetos a Orfeu.:p.481 Os Sonetos frequentemente se referem a Wera, tanto diretamente, onde ele a chama pelo nome, quanto indiretamente, em alusões a uma "dançarina" ou à mítica Eurídice. Rilke escreveu para a mãe da jovem, afirmando que o fantasma de Wera o estava "comandando e impulsionando" a escrever. Em um surto de inspiração, Rilke trabalhou nos Sonetos e renovou seu foco em completar o restante das Elegias de Duino. Em uma semana, Rilke completou as elegias inacabadas e, de 2 a 23 de fevereiro de 1922, ele completou todos os 55 sonetos das duas partes dos Sonetos a Orfeu. Rilke considerou as duas coleções como sendo "do mesmo nascimento". Em uma carta a Klossowska, em 9 de fevereiro de 1922, Rilke escreveu: 

"o que mais me sobrecarregou e causou minha angústia está feito [...] Eu ainda estou tremendo com isso. [...] E saí para acariciar o velho Muzot, agora mesmo, ao luar".:p.492 
Dois dias depois, após completar o último trabalho das Elegias à noite, ele escreveu a Lou Andreas-Salomé, informando que havia terminado "tudo em poucos dias; era uma tempestade sem limites, um furacão do espírito e tudo dentro de mim é como fio e correias, estrutura, tudo rachado e dobrado. Nenhum pensamento em comida".:p.492

### Publicação e recepção
O livro foi publicado pela Insel-Verlag em Leipzig, Alemanha, em 1923. Críticos de destaque elogiaram o trabalho e compararam seus méritos aos trabalhos de Hölderlin e Goethe.:p.515  Em 1935 o crítico Hans-Rudolf Müller foi o primeiro a descrever a coleção como inerentemente "mística" e promover Rilke como um guia espiritual "místico".
Em My Belief: Essays on Life and Art, o romancista alemão Hermann Hesse (1877-1962) descreve Rilke como evoluindo dentro dos limites da exploração de seus problemas existenciais, que "em cada estágio, de tempos em tempos, o milagre acontece; sua pessoa – delicada, hesitante e propensa à ansiedade – se retira e, através dele, ressoa a música do universo; como a bacia de uma fonte, ele se torna ao mesmo tempo instrumento e ouvido".
No entanto, durante a década de 1920, muitos da geração mais jovem de poetas e escritores em língua alemã não gostaram das Elegias de Duino por causa da filosofia e do simbolismo obscuros dos poemas. O poeta alemão Albrecht Schaeffer (que está associado ao círculo literário do poeta lírico alemão Stefan George) rejeitou os poemas como "bobagens místicas" e descreveu sua "teologia secular" como "fofoca impotente".:p.515
O Jargão da Autenticidade, de Theodor W. Adorno (1964), sugeriu que os poemas são essencialmente maus: "O fato de a letra neorromântica às vezes se comportar como o jargão [da autenticidade], ou pelo menos timidamente preparar o caminho para ela, não deve levar a isso. procurar o mal da poesia simplesmente em sua forma. Não é simplesmente fundamentado, como uma visão inocente demais pode sustentar, na mistura de poesia e prosa. O mal, na letra neorromântica, consiste em encaixar as palavras com um tom teológico, que é desmentido pela condição do sujeito solitário e secular que está falando lá: a religião como ornamento". Adorno acreditava ainda que os poemas reforçavam o valor alemão do compromisso que apoiava uma atração cultural pelos princípios do nazismo.

## Simbolismo e temas

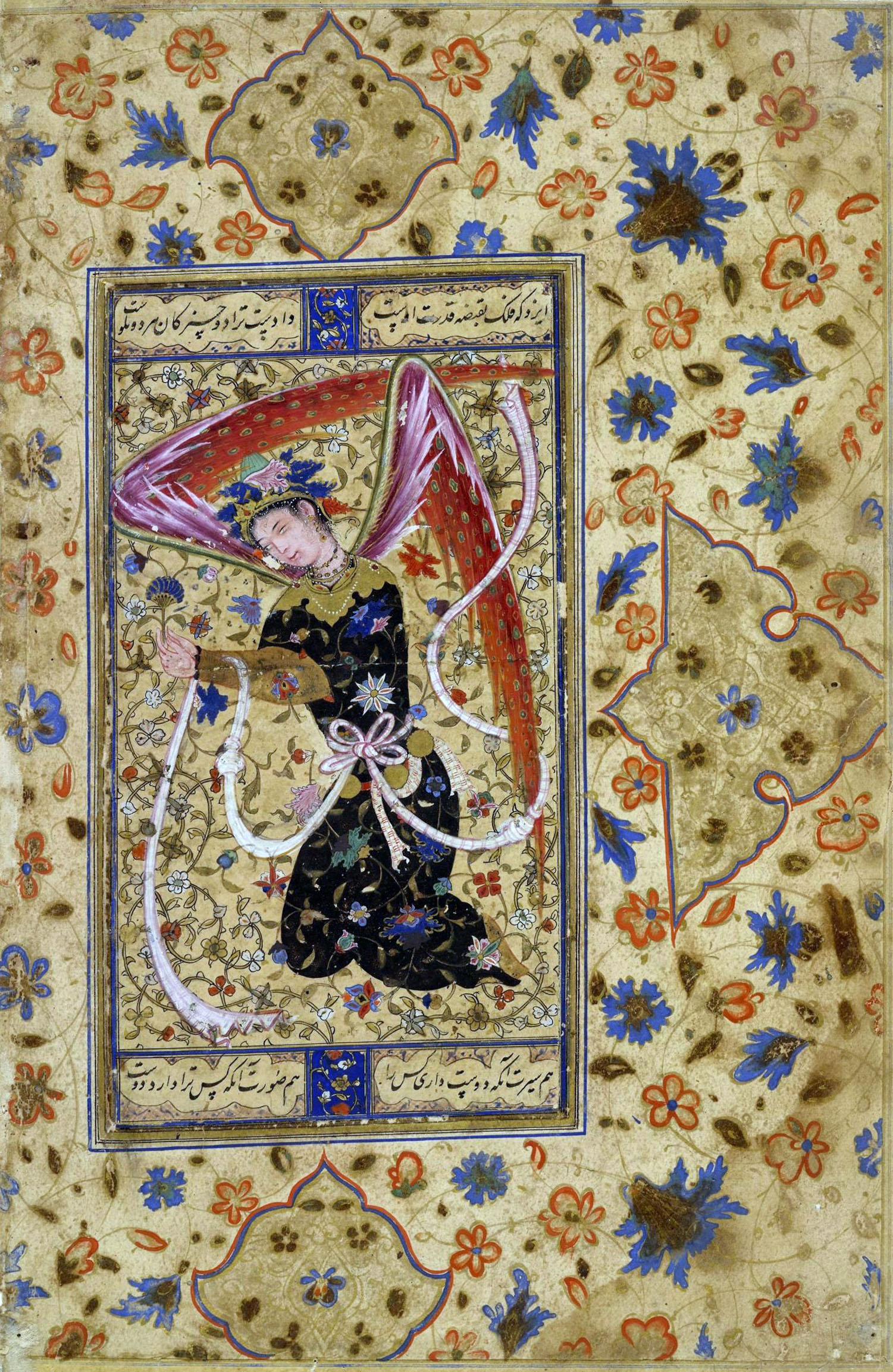
Rilke emprega o rico simbolismo dos anjos influenciado por sua representação no Islã para representar a personificação da beleza transcendental

Em todas as Elegias de Duino, Rilke explora temas "das limitações e insuficiências da condição humana e da consciência humana fragilizada [...] a solidão da humanidade, a perfeição dos anjos, vida e morte, amor e amantes, e a tarefa do poeta". O filósofo Martin Heidegger observou que "o longo caminho que leva à poesia é ele próprio que pergunta poeticamente", e que Rilke "passa a perceber mais claramente a miséria da época. O tempo permanece pobre, não apenas porque Deus está morto, mas porque os mortais dificilmente têm consciência e são capazes até de sua própria mortalidade". Rilke explora a natureza do contato da humanidade com a beleza, incluindo sua transitoriedade, observando que a humanidade é capaz de vislumbrar apenas breve e momentaneamente uma beleza inconcebível, e que isso é aterrorizante. No início da Primeira Elegia, Rilke descreve essa experiência assustadora, definindo a beleza como

[...] nada além do começo do terror que mal somos capazes de suportar
e estamos tão impressionados porque ele desdenha serenamente de nos aniquilar.
Rilke retratou essa beleza infinita e transcendental com o símbolo dos anjos. No entanto, ele não usou a tradicional angelologia cristã. Ele procurou utilizar um retrato secular do anjo, divorciado da doutrina religiosa e expressando uma tremenda beleza transcendental. Nisso, porém, Rilke comentou que foi grandemente influenciado pela representação dos anjos no Islã.:p.327  Para Rilke, o símbolo do anjo representa uma perfeição que está "além das contradições e limitações humanas", em um "nível superior de realidade no invisível". Onde há incongruência que aumenta o desespero e a ansiedade da humanidade, é devido à natureza humana, mantendo-nos apegados ao visível e ao familiar. Quando a humanidade encontrar os níveis superiores invisíveis e desconhecidos representados por esses anjos, a experiência do invisível será "aterrorizante" (em alemão, schrecklich)
À medida que a humanidade entra em contato com essa beleza aterrorizante representada por esses anjos, Rilke se preocupa com a experiência da angústia existencial ao tentar chegar a um acordo com a coexistência do espiritual e do terreno. Ele retrata os seres humanos como sozinhos em um universo onde Deus é abstrato e possivelmente inexistente", onde a memória e os padrões de intuição elevam a consciência sensível à realização da solidão". Rilke descreve a alternativa, uma possibilidade que cumpre espiritualmente além das limitações humanas na forma de anjos. Começando com a primeira linha da coleção, o falante desesperado de Rilke convida os anjos a perceberem o sofrimento humano e a intervir. Há um desespero profundamente sentido e uma tensão insolúvel em que, não importa o esforço do homem, a limitação da existência humana e terrena torna a humanidade incapaz de alcançar os anjos. A voz narrativa que Rilke emprega nas Elegias de Duino se esforça "para alcançar, na consciência humana, a suposta plenitude de ser do anjo" (isto é, ser ou existência; em alemão: Dasein).
Rilke usa as imagens do amor e dos amantes como uma maneira de mostrar o potencial e as falhas da humanidade em alcançar o entendimento transcendente incorporado pelos anjos. Na Segunda Elegia, Rilke escreve: "Os amantes, se o soubessem, diriam / estranhas coisas no ar da meia-noite" (Liebende könnten, verstünden sie's, in der Nachtluft / wunderlich reden.). Ele descreve "a inadequação dos amantes comuns" e contrasta uma forma feminina de "amor sublime" e uma "paixão animal cega" masculina.:p.96 Na época em que as primeiras elegias foram escritas, Rilke frequentemente "expressava um desejo de companheirismo e afeição humana e, depois, muitas vezes imediatamente depois, perguntando se ele poderia realmente responder a tal companheirismo, se lhe fosse oferecido".:p.91 Ele percebe um "declínio na vida dos amantes [...] quando começaram a receber, também começaram a perder o poder de dar".:p.103 Mais tarde, durante a Primeira Guerra Mundial, ele lamentaria que "o mundo caiu nas mãos dos homens".:p.97  Diante da morte, a vida e o amor não são baratos e sem sentido, e Rilke afirmou que os grandes amantes são capazes de reconhecer os três (vida, amor e morte) como parte de uma unidade.:p.105 Rilke afirmou que o verdadeiro significado do amor poderia ser entendido através da morte, fornecendo ao amor um significado nesta unidade — que "a natureza de todo amor supremo [...] só é possível alcançar o ente querido no infinito".:p.103,122 :p.125
Em uma carta de 1923 a Nanny von Escher, Rilke confidenciou:

Duas experiências internas foram necessárias para a criação desses livros (os Sonetos a Orfeu e as Elegias de Duino). Uma é a decisão cada vez mais consciente de manter a vida aberta à morte. O outro é o imperativo espiritual de apresentar, neste contexto mais amplo, as transformações do amor que não são possíveis em um círculo mais estreito, onde a Morte é simplesmente excluída como "O Outro".
A Quinta Elegia é amplamente inspirada na pintura de 1905, Les Saltimbanques ("Os Acrobatas", também conhecida como "A Família dos Saltimbancos"), produzida por Pablo Picasso durante o seu período rosa, na qual o pintor mostra seis figuras retratadas "no meio de uma paisagem desértica e é impossível dizer se eles estão chegando ou partindo, começando ou terminando a sua apresentação".:p.102 Rilke concebeu os seis artistas prestes a começar sua apresentação e que eles foram usados como um símbolo da "atividade humana [...] sempre viajando e sem morada fixa, eles são ainda um pouco mais fugazes do que todos nós, cuja fugacidade foi lamentada". Além disso, no poema, Rilke descreveu essas figuras como estando em um "tapete puído" para sugerir "a solidão e o isolamento finais do Homem neste mundo incompreensível, praticando sua profissão desde a infância até a morte como brinquedos de uma vontade desconhecida [...] antes que seus 'puros demais' passassem a 'vazios demais'.:p.102–103
Devido ao profundo impacto que a guerra teve sobre Rilke, ele expressou esperança, em uma carta de 1919, de que a tarefa do intelectual em um mundo do pós-guerra seria tornar o mundo correto. Seria "preparar no coração dos homens o caminho para aquelas transformações gentis, misteriosas e trêmulas, das quais somente as compreensões e as harmonias de um futuro mais sereno prosseguirão".:p.165 Rilke imaginou suas Elegias de Duino e os Sonetos a Orfeu como parte de sua contribuição.

## Influência
A reputação de Rilke no mundo de língua inglesa repousa amplamente na popularidade das Elegias de Duino. A coleção foi traduzida para o inglês mais de vinte vezes desde que foi publicada pela primeira vez em 1931 pela Hogarth Press de Londres, na Inglaterra, como Duineser Elegien: Elegies from the Castle of Duino, na tradução de Edward e Vita Sackville-West. Foi traduzido pela primeira vez para o mercado americano em 1939, por J. B. Leishman e Stephen Spender, e publicado pela W. W. Norton & Company de Nova Iorque. Outras traduções incluem a do poeta David Young (1978), a do letrista da Grateful Dead, Robert Hunter (1989), a do poeta Galway Kinnell com Hannah Liebmann (1999), a de Stephen Cohn (1989), a do poeta Alfred Poulin (1975) e a do poeta Gary Miranda (1981).
Nos Estados Unidos, Rilke é um dos poetas mais populares e bem-vendidos, juntamente com Rumi (1207-1273) e o poeta libanês-americano Kahlil Gibran (1883-1931). Na cultura popular, Rilke é frequentemente citado ou referenciado em programas de televisão, filmes, música e outros trabalhos, quando esses trabalhos discutem o assunto do amor ou dos anjos. Por seu trabalho ser descrito como "místico", as obras de Rilke também foram apropriadas para uso pela comunidade da Nova Era e em livros de autoajuda. Nesse contexto, Rilke foi reinterpretado "como um mestre que pode nos levar a uma vida mais realizada e menos ansiosa".
O trabalho de Rilke e, especificamente, as Elegias de Duino, foram reivindicados como uma influência profunda por vários poetas e escritores, incluindo Galway Kinnell, Sidney Keyes, Stephen Spender, Robert Bly, W. S. Merwin, John Ashbery, o romancista Thomas Pynchon e os filósofos Ludwig Wittgenstein e Hans-Georg Gadamer. Críticos e estudiosos discutiram o uso de Pynchon do lirismo e conceitos de transformação de Rilke em seu romance Gravity's Rainbow. As primeiras linhas do Gravity's Rainbow refletem as primeiras linhas da primeira elegia, retratando a descida "gritante" de um foguete V-2 em Londres de 1944, e o romance foi descrito como uma "variação serio-cômica das Elegias de Duino de Rilke e seus tons românticos alemães na cultura nazista". O poeta britânico W. H. Auden (1907-1973) foi descrito como "o discípulo inglês mais influente de Rilke" e frequentemente "prestava homenagem a ele" ou usava a imagem de anjos em seu trabalho. No ciclo de poemas Sonetos da China, de 1936, Auden fez alusão direta à escrita de Rilke nas Elegias de Duino.
Hoje à noite na China, deixe-me pensar em
Quem, através de dez anos de silêncio, trabalhou e esperou
Até que, em Muzot, todos os seus poderes se manifestaram,
E tudo foi feito de uma vez por todas.
E, com a gratidão da Conclusão,
Ele saiu na noite de inverno para acariciar
Essa pequena torre como um grandioso velho animal.
A referência a acariciar "aquela pequena torre" é derivada de uma série de cartas escritas enquanto Rilke completava as Elegias, incluindo uma carta que ele escreveu para Klossowska e uma para sua ex-amante, Lou Andreas-Salomé. Na carta a Andreas-Salomé, ele escreve: "Saí e acariciei o pequeno Muzot, que o protegeu e a mim, e finalmente o aceitei, como um animal velho e grande". Nos anos posteriores, as Elegias de Duino e os Sonetos a Orfeu, de Rilke, influenciaram as teorias da hermenêutica de Hans-Georg Gadamer — compreendendo como um observador (por exemplo, leitor, ouvinte ou espectador) interpreta artefatos culturais (por exemplo, obras de literatura, música ou arte) como um série de encontros distintos. Gadamer, usando exemplos da poesia de Rilke em seus escritos, interpreta essas obras como uma experiência de uma "totalidade" divina que devemos abordar com uma inocência e ignorância infantil — que, somente através da interpretação e reinterpretação, podemos lidar ou resolver os problemas existenciais de significado e impermanência da humanidade. Gadamer ressalta que o homem está em uma condição influenciada por um mundo anônimo, alienado e mecânico que evoluiu para se tornar um obstáculo à sua capacidade de entender essas experiências.

## Versões lusófonas
A primeira tradução lusófona de alguma das elegias é creditada ao português Paulo Quintela, que traduziu a primeira delas em 1939. Porém, devido ao contexto literário dos anos 40, caracterizado pela oposição entre presencistas e neorrealistas, que não mostraram devido interesse na poesia, ela só continuaria a ser traduzida efetivamente a partir da década de 50, com o apoio dos jovens renovadores.
No Brasil, o poema foi inicialmente traduzido com o título As Elegias de Duino, pelo poeta Paulo Plínio Abreu e pelo antropólogo alemão Peter Paul Hilbert, além da versão da poetisa Dora Ferreira da Silva. Nele, a tradutora "observa que há uma evidente tensão ameaçadora na relação entre o homem e o Anjo, 'símbolo do que ultrapassa e transcende a esfera do visível'". Citando a interpretação de Otto Friedrich Bollnow, ela compreende que a missão angélica revertida em uma forma de instabilidade refletiria a impossibilidade do repouso do homem, aproximando Rilke de Martin Heidegger, que postulava que o estar-no-mundo é ameaçado pela efemeridade.

Em um estudo sobre as traduções do poema, José Paulo Paes observa que "a pedra de toque da modernidade literária de Rilke tem muito mais a ver com o sentimento de total desamparo do homem no mundo e do fundamental absurdo da vida que ele exprimiu em suas figurações artísticas, coincidentes com os preceitos filosóficos do existencialismo de Heidegger, do que com sua resistência aos avanços tecnológicos de então".